# Max Beauvoir
Pour les articles homonymes, voir Beauvoir.
Max Gesner Beauvoir, né le 25 août 1936, et mort le 12 septembre 2015, est un biochimiste, houngan et membre de l’Académie haïtienne. Il a tenu le titre d'Ati, le plus élevé de sa religion, comme chef spirituel vodou.

## Biographie
Dans les années 1950, il quitte Haïti pour étudier aux États-Unis. En 1958, il obtient une licence de chimie du City College of New York. Il continue ses études en France, à La Sorbonne de 1959 à 1962, où il obtient un diplôme en biochimie et épouse une jeune française, Élisabeth Marchand. Il passera un an et demi à travailler pour une entreprise minière dans la Chaîne du Nimba en Afrique où nait sa fille Estelle. En 1965, il revient aux États-Unis où sa femme met au monde Rachel en 1965. Au Weill Medical College, il supervise une équipe travaillant sur dans la synthèse des stéroïdes métaboliques. Son intérêt pour les stéroïdes l’amènera à expérimenter l'hydrocortisone synthétisée à partir de plantes. Cela le conduit à prendre un emploi dans une société d'ingénierie dans le nord du New Jersey. Par le biais de cette expérience, il sera embauché comme responsable de ventes du matériel médical pour la société DEC dans le Massachusetts. Toutefois, la mort de son père l'amène à retourner en Haïti en janvier 1973 où il s'installera définitivement avec sa famille. 
En 1974, avec son épouse, il ouvre un night-club restaurant dans sa maison du bord de mer du village de Mariani. Ils seront les pionniers de la vulgarisation du Vodou haïtien, présenté dans un cadre simple et didactique par d'authentiques danseurs initiés. En 1975, le couple est initié puis élevé aux rangs de Houngan et Manbo (prêtre et prêtresse). Ils fondent Le Péristyle de Mariani, temple vodou ou Oufo. Dans les années qui suivront, alors même que Le Péristyle acquiert une réputation internationale, M. Beauvoir approfondit ses connaissances sur le terrain en visitant et payant hommage aux autres branches du Vodou haïtien à travers toutes les provinces du pays. Il établira ainsi un solide réseau d'amitié et de respect avec les autres Hougans. Durant cette période, il fonde le Groupe d'Études et de Recherches Traditionnelles, GERT) avec ses deux filles et un groupe de chercheurs.
Le régime duvaliériste, au pouvoir ces années-là, l'avait largement ignoré mais, dans ses derniers soubresauts, le Palais National le contacte pour une consultation d'urgence.  Beauvoir réagit en fondant le Bòde Nasyonal en décembre 1985, un rassemblement historique des plus importants chefs de toutes les branches du Vodou haïtien. Ensemble, ils conseillent au président Jean-Claude Duvalier de faire des concessions envers le peuple haïtien, en particulier la population rurale, mais ces conseils arrivent trop tard et le régime s'effondre dans les mois qui suivent.
Mais le Bòde Nasyonal prouve son utilité dans le contre-coup de la violence de l'après-Duvalier, le dechoukaj. D'abord dirigée vers la milice paramilitaire, les Tontons Macoutes, qui avait soutenu la dictature, cette violence sera instrumentalisée, soit par les églises chrétiennes populistes, soit par des profiteurs, contre les pratiquants du Vodou et leurs temples. La résistance que Max Beauvoir dirigera avec ses amis et collègues du Bòde Nasyonal pour protéger les victimes innocentes du massacre lui vaudra le respect et la reconnaissance de toute la communauté du Vodou haïtien.
En 1996, Beauvoir fonde Le Temple de Yehwe, une organisation à but non lucratif basée à Washington pour la promotion de la religion Afro-Américaine. En 1997, il s'implique dans la création du groupe KOSANBA à l'Université de Californie à Santa Barbara. 
Max G. Beauvoir meurt à Port-au-Prince, le samedi 12 septembre 2015, à l'âge de 79 ans.

## Engagement dans la KNVA
En 2005, il lance la Fédération Nationale du Vodou Haïtien, qu'il renommera en 2008 en Confédération Nationale du Vodou Haïtien. Il agit comme "chef Suprême" ou "Ati Nasyonal" de l'organisation. C'est une tentative pour organiser la défense du Vodou